# سيرجيو فيلازكيز
سيرجيو فيلازكيز (بالإسبانية: Sergio Velázquez)‏ هو لاعب كرة قدم أرجنتيني في مركز الوسط، ولد في 12 سبتمبر 1990 في مدينة كويلمس في الأرجنتين. لعب مع جيمناسيا لابلاتا وديفنسا خوستيكا وغودوي كروز ونادي أونيفرسيداد دي تشيلي وهوراكان.

## وصلات خارجية
- سيرجيو فيلازكيز على موقع قاعدة بيانات كرة القدم.إي يو (الإنجليزية)
- سيرجيو فيلازكيز على موقع Soccerway.com (الإنجليزية)